# Pauline Thys
Pour les articles homonymes, voir Thys.
Pauline Thys, née Pauline Marie Elisa Thys le 23 octobre 1835 à Paris et morte le 5 septembre 1909 à Ixelles, est une compositrice française de l'époque romantique.

## Biographie
Pauline Marie Elisa Thys naît le 23 octobre 1835 dans l'ancien 11e arrondissement de Paris,.
Fille du compositeur Alphonse Thys, elle commence par écrire des chansonnettes et des romances dans la tradition de Loïsa Puget et est publiée à 20 ans par la maison d'édition musicale Heugel. Elle aborde ensuite des œuvres de plus grande ambition, en composant des opéras-comiques et des opérettes dont elle écrit ses propres livrets, qui ont été représentées avec succès à l'Opéra-Comique et au théâtre des Bouffes-Parisiens, entre autres.
En 1877, Pauline Thys fonde l'Association des femmes artistes et professeurs, dont l'objet vise à « aplanir les obstacles qui s'opposent à ce que les femmes puissent mettre en lumière leurs talents et leurs travaux et en tirer un légitime profit ». Le premier concert de cette association présentait par exemple le 11 mars 1877 des œuvres des compositrices Delphine Ugalde, Clémence de Grandval, Amélie Perronnet, en plus d'extraits de son opéra-comique Le Mariage de Tabarin.
Vingt-cinq ans après son union en juin 1860 à Paris avec Charles Lebault, elle divorce et se remarie en 1886 avec un militaire, Charles Marque du Coin (1826-1906). À la mort de ce dernier, elle quitte Paris et s'installe en Belgique pour finir ses jours à Forest.
Elle meurt le 5 septembre 1909 à Ixelles,.

## Œuvres
- La pomme de Turquie, opérette en un acte représentée aux Bouffes-Parisiens le 9 mai 1857[13]
- L'Héritier sans le savoir, opérette, 1858[4]
- La perruque du Bailli, opérette, 1861[13]
- Quand Dieu est dans le mariage, Dieu le garde, opérette, 1861[13]
- Le Pays de Cocagne, opéra-comique en deux actes, livret de Pierre Jean Baptiste Choudard Desforges, représenté au Théâtre-Lyrique le 24 mai 1862[13]
- Le fruit vert, opéra comique en trois actes, Athénée, 1875[4]
- Le Mariage de Tabarin, opéra-comique en trois actes créé le 23 avril 1876 au théâtre de l'Athénée[14]
- Le cabaret du Pot-cassé, opéra-bouffe en trois actes, représenté aux Fantaisies-Parisiennes à Bruxelles le 10 octobre 1878[15]
- Nedjeya, opérette, Naples, 1880[4]
- L'Éducation d’Achille, opérette, théâtre de l'Orangerie, 1881[16]
- Judith, tragédie lyrique en cinq actes, 1883[4]
- La Loi jaune, Liège, 1887[17]

## Distinctions
- Chevalier de l'ordre des Palmes académiques (Officier d'académie), 1883